# Georgios Tsolakoglou
Georgios Tsolakoglou (Grieks: Γεώργιος Τσολάκογλου) (Agrafa, april 1886 - Athene, 22 mei 1948) was een Griekse generaal en politicus. Na de Italiaanse invasie werd generaal Tsolakoglou opperbevelhebber van het Griekse leger. Het Griekse leger behaalde aanvankelijk enkele grote successen tegen het Italiaanse leger. Het Griekse leger wist zelfs de Italianen terug te dringen in de binnenlanden van Albanië (een Italiaans protectoraat). Maar toen de Duitsers, na hun veldtocht tegen Joegoslavië, de Italianen te hulp kwamen, werd het Griekse leger verslagen. 
Generaal Tsolakoglou tekende in april 1941 een wapenstilstand in aanwezigheid van de Duitse generaal Sepp Dietrich. De Duitsers benoemden generaal Tsolakoglou tot minister-president, daar de officiële Griekse regering zich in ballingschap te Caïro bevond. Op 2 december 1942 werd Tsolakoglou als premier vervangen door Konstantinos Logothetopoulos, die op zijn beurt in 1943 werd vervangen door Ioannis Rallis. Zowel Tsolakoglou, als Logothetopoulos en Rallis waren marionetten van de Duitsers.